# Светско првенство у фудбалу за жене 1999. − група А
Ѓрупа А Светсгог првенства у фудбалу за жене 1999' је играна у периоду од 19. до 27. јуна 1999. У групи су играли Данска, Нигерија, Северна Кореја и домаћин САД.

## Табела
| Pos | Тим              | О | П | Н | И | ГД | ГП | ГР  | Бод. | Qualification                   |
| --- | ---------------- | - | - | - | - | -- | -- | --- | ---- | ------------------------------- |
| 1   | Сједињене Државе | 3 | 3 | 0 | 0 | 13 | 1  | +12 | 9    | Квалификовала се за нокаут фазу |
| 2   | Нигерија         | 3 | 2 | 0 | 1 | 5  | 8  | −3  | 6    | Квалификовала се за нокаут фазу |
| 3   | Северна Кореја   | 3 | 1 | 0 | 2 | 4  | 6  | −2  | 3    |                                 |
| 4   | Данска           | 3 | 0 | 0 | 3 | 1  | 8  | −7  | 0    |                                 |

## Утакмице
Сва наведена времена су по локалном времену у САД.

### Сједињене Државе и Данска
| Сједињене Државе                                  | (3 : 0)  | Данска |
| ------------------------------------------------- | -------- | ------ |
| - Миа Хам 17’ - Џули Фоуди 73’ - Кристин Лили 89’ | Извештај |        |

### Северна Кореја и Нигерија
| Северна Кореја   | (1 : 2)  | Нигерија                             |
| ---------------- | -------- | ------------------------------------ |
| - Џо Сонг-ок 74’ | Извештај | - Мерси Акиде 50’ - Рита Нвадике 79’ |

### Сједињене Државе и Нигерија
| Сједињене Државе | (7 : 1)  | Нигерија            |
| --- | -------- | ------------------- |
| - Ифањи Чејине 19’ (а.г.) - Миа Хам 20’ - Тифени Милбрет 23’, 83’ - Кристин Лили 32’ - Мишел Ејкерс 39’ - Синди Парлоу Кон 42’ | Извештај | - Нкиру Окосиеме 2’ |

### Северна Кореја и Данска
| Северна Кореја                                        | (3 : 1)  | Данска              |
| ----------------------------------------------------- | -------- | ------------------- |
| - Џин Пјол-хју 15’ - Џо Сонг-ок 39’ - Ким Кум-сил 73’ | Извештај | - Јани Јохансен 74’ |

### Нигерија и Данска
| Нигерија                                | (2 : 0)  | Данска |
| --------------------------------------- | -------- | ------ |
| - Мерси Акиде 25’ - Нкиру Окосијеме 81’ | Извештај |        |

### Сједињене Државе и Северна Кореја
| Сједињене Државе                               | (3 : 0)  | Северна Кореја |
| ---------------------------------------------- | -------- | -------------- |
| - Шенон МакМилан 56’ - Тиша Вентурини 68’, 76’ | Извештај |                |